# 伊莉莎白二世登基金禧紀念
伊莉莎白二世登基金禧紀念（Golden Jubilee of Elizabeth II）是為紀念英國女王伊莉莎白二世登基（1952年2月6日）50週年，於2002年舉行的國際慶典。女王希望慶典紀念她登基50週年，也是正式並親自感謝人民忠誠的機會。
儘管伊莉莎白二世的姐姐瑪嘉烈公主和母親伊莉莎白王太后分別於2002年2月和3月去世，媒體也預測此次週年紀念活動不會舉行，但同年6月，倫敦各地仍舉辦了大規模的活動來慶祝金禧年紀念，並在大英國協王國舉行了一系列活動。伊莉莎白二世和她的丈夫愛丁堡公爵菲利普親王按計劃出席了所有官方慶典；在十二個月的時間裡，這對皇室夫婦行程超過40,000英里（64,000公里），途經加勒比海地區、澳大利亞、紐西蘭，然後環繞英國，最後在加拿大結束了他們的金禧慶典。許多地標、公園、建築等也以金禧慶典命名，並發行了紀念獎章、郵票和其他象徵物。
金禧慶典有六個主要主題：「慶祝」、「感恩」、「服務」、「全民參與」、「展望未來，也回顧過去」和「大英國協」。